# デイビー (フロリダ州)
デイビー （英: Davie）は、アメリカ合衆国フロリダ州南部ブロワード郡の町。人口は10万5691人（2020年）で、アメリカの町としては人口規模が大きい。アリゾナ州ギルバートとノースカロライナ州ケーリーに次いで第3位である。マイアミ都市圏に属している。

## 歴史

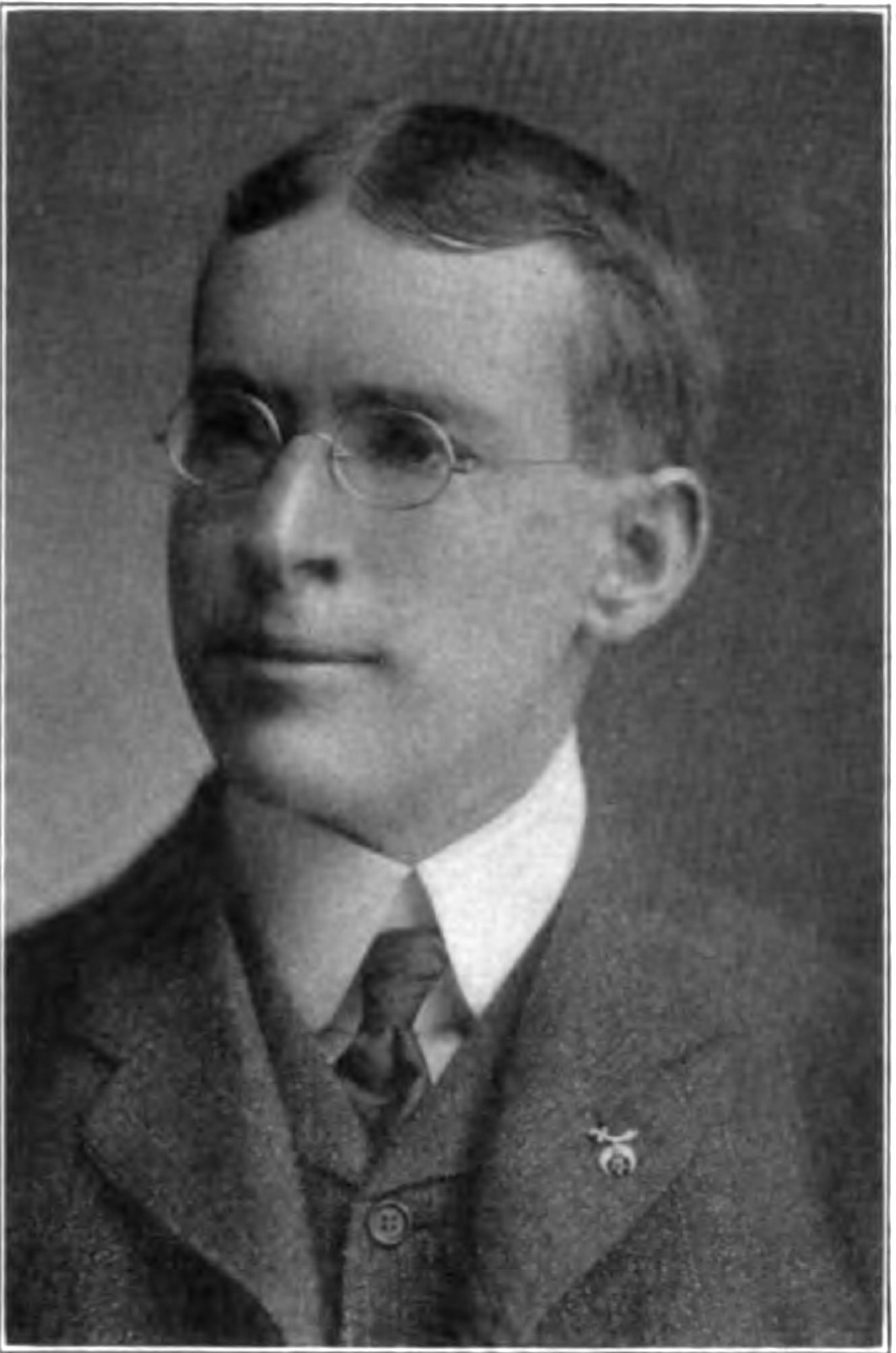
R・P・デイビー

デイビーの町はタマラ・トゥーサンとジェイク・タンネバウムが設立した。当初の町名は「ゾナ」だった。1909年ロバート・パーセル・デイビーが、当時のフロリダ州知事ナポレオン・ボナパルト・ブロワードを援けて湿地の水を排水した。デイビーは開発業者であり、この地域の土地約27,000エーカー (109 km2) を購入した。ゾナの町に学校を建てた。1916年、町の住人が設立者デイビーに感謝し、町名をデイビーと変えた。町の土地は大半が水面下にあったエバーグレーズから確保された。
デイビーの町は常に「西部」の町という評判があり、初期の建物の多くが西部開拓時代の建築スタイルだった。馬を所有している人が多く、また多くの牛の群れもいた。近年、商業と住宅の開発によって牧畜業が減ったが、今でも古い「西部」の感覚を維持しようとしている。西部をテーマにしたテーマパークの「パイオニアシティ」がフラミンゴ庭園の通り向かいにあった。1960年代に建設されたが、数年後には閉鎖された。

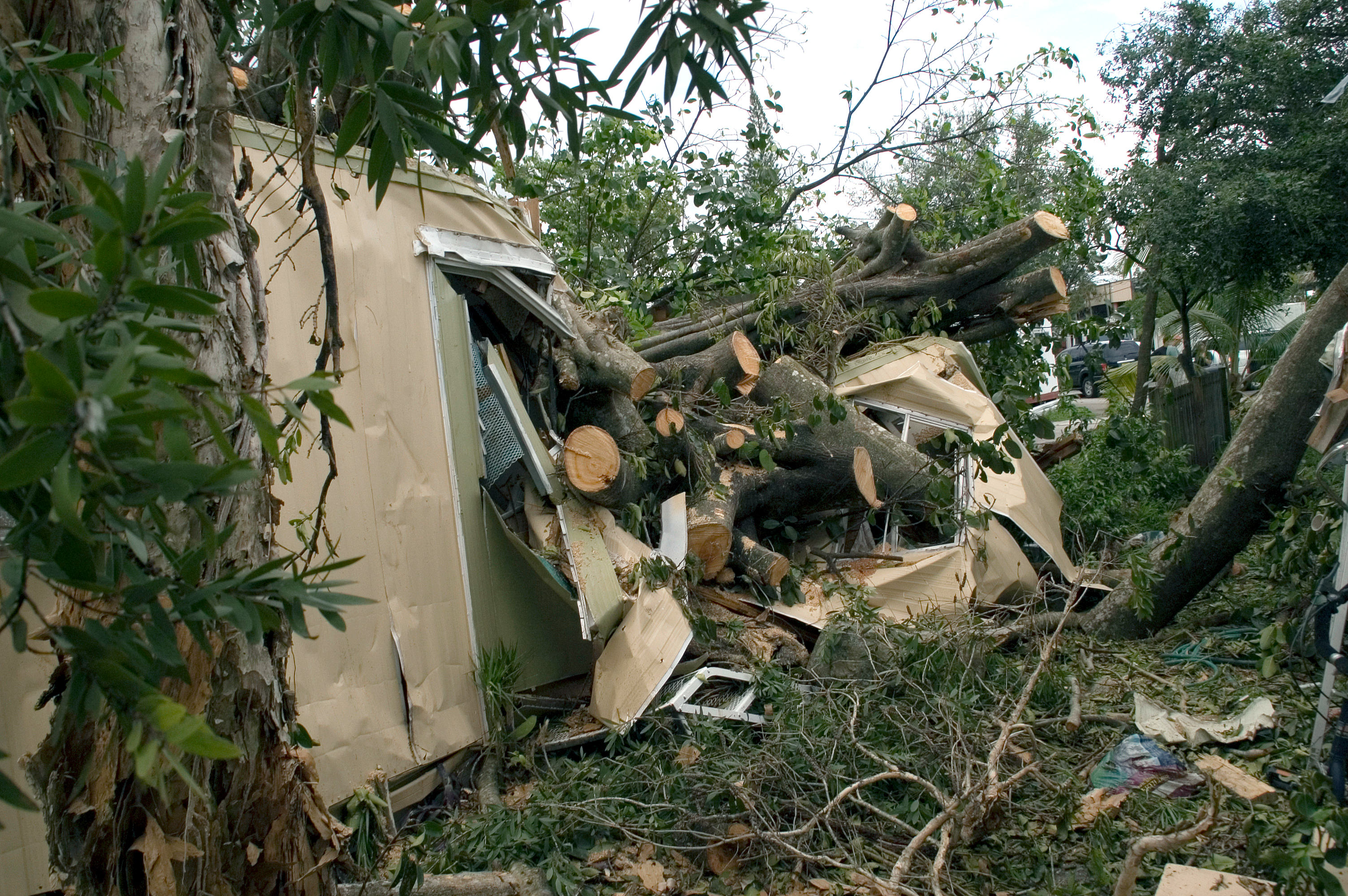
2005年のハリケーン・カトリーナで受けた被害

### 旧デイビー学校
デイビー学校は1917年、南フロリダで最も著名な初期建築家の1人である建築家オーガスト・ガイガーが設計し、1918年に開校された。生徒数は約90人だった。デイビー学校はエバーグレーズの地域で初の恒久的な学校であり、現在のブロワード郡では最古の現存する校舎となっている。この校舎は1980年まで学校として使われ続けた。1984年、デイビー学校基金が設立され、この学校の初期の外観を維持するよう、保護し修復することとした。この基金は、デイビー町、ブロワード郡教育委員会、ソロプティミスト・インターナショナル・オブ・デイビー、デイビー歴史協会、および町全体のコミュニティと協力して、ブロワード郡の歴史でも重要なものの保存のために飽くことなく活動している。現在は「旧デイビー学校」と呼ばれ、デイビー学校基金とデイビー町の協力で維持されている。
2000年代初期、周辺地区にある2つの歴史的な建物が旧デイビー学校の傍に移設された。
- ビール邸、1912年から建設開始、デイビー町に残っている最古の住宅、この土地固有の様式を持った建築の好例。1926年のハリケーンや1947年の洪水にも耐えてきた。ビール家の家族が連続して利用していたが、旧デイビー学校の傍に移されることになった。恒久的な保存計画の一部として現代的な空調設備を入れるために家屋は封鎖された。最初の構造の中で最も重要なところは、電気を使わずに「空調」を行うように設計されていることである。特に、温かい空気が上に引き上げられ、屋根裏の開口部から抜けるようになっている。南フロリダの暑い気候にあっても、自然の空気の流れが家を比較的快適な状態に保っている。また、デイビー町の古い家屋の大半と同様に、柱で床が持ち上げられており、風が床下を抜けるようになっている。

- 2004年、チャールズ・A・ウォルシュ大佐とキャサリン夫妻が1912年から1932年に使用し、バッドとベティのオスターハウト家が1958年から2004年まで入居していた家屋が、旧デイビー学校の傍に移設された。

## 地理
デイビー町は北緯26度04分53秒 西経80度16分49秒 / 北緯26.081426度 西経80.280223度に位置している。
アメリカ合衆国国勢調査局に拠れば、町域全面積は35.7平方マイル (92.5 km2)であり、このうち陸地34.9平方マイル (90.4 km2)、水域は0.85平方マイル (2.2 km2)で水域率は2.32%である

## 人口動態
| デイビー町の人口               | デイビー町の人口 | デイビー町の人口 | デイビー町の人口 |
| 2010年国勢調査                 | デイビー町       | ブロワード郡     | フロリダ州       |
| ------------------------------ | ---------------- | ---------------- | ---------------- |
| 総人口（人）                   | 91,922           | 1,748,066        | 18,801,310       |
| 2000年から2010の増減率         | +21.5%           | +7.7%            | +17.6%           |
| 人口密度（人/平方マイル）      | 2,636.8          | 1,444.9          | 350.6            |
| 白人（ヒスパニック白人を含む） | 80.1%            | 63.1%            | 75.0%            |
| （非ヒスパニック白人）         | 56.8%            | 43.5%            | 57.9%            |
| アフリカン・アメリカン         | 8.0%             | 26.7%            | 16.0%            |
| ヒスパニック・ラテン系         | 29.1%            | 25.1%            | 22.5%            |
| アジア人                       | 4.6%             | 3.2%             | 2.4%             |
| ネイティブ・アメリカン         | 0.3%             | 0.3%             | 0.4%             |
| 太平洋諸島系                   | 0.1%             | 0.1%             | 0.1%             |
| 混血                           | 3.1%             | 2.9%             | 2.5%             |
| その他の人種                   | 3.8%             | 3.7%             | 3.6%             |

2010年時点の住居数: 37,306 軒、うち8.0%は空室
以下は2000年国勢調査による人口統計データである。
| 世帯と家族（対世帯数） - 18歳未満の子供がいる: 36.7% - 結婚・同居している夫婦: 51.8% - 未婚・離婚・死別女性が世帯主: 12.6% - 非家族世帯: 31.1% - 単身世帯: 22.3% - 65歳以上の老人1人暮らし: 6.3% - 平均構成人数 - 世帯: 2.64人 - 家族: 3.13人 年齢別人口構成 - 18歳未満: 26.4% - 18-24歳: 8.2% - 25-44歳: 33.4% - 45-64歳: 22.6% - 65歳以上: 9.4% - 年齢の中央値: 36歳 - 性比（女性100人あたり男性の人口） - 総人口: 95.1 - 18歳以上: 91.4 | 収入と家計 - 収入の中央値 - 世帯: 47,014米ドル - 家族: 56,290米ドル - 性別 - 男性: 38,756米ドル - 女性: 30,016米ドル - 人口1人あたり収入: 23,271米ドル - 貧困線以下 - 対人口: 9.8% - 対家族数: 6.9% - 18歳未満: 10.3% - 65歳以上: 7.1% | 言語による構成 - 英語：75.47% - スペイン語：18.74% - フランス語: 1.13% - イタリア語: 0.73% - 中国語: 0.53% - ポルトガル語: 0.51% - フランス・クレオール語：0.38% |

## 教育
デイビーには「南フロリダ教育会館」がある。他にも多くの教育機関があり、以下はそのリストである。

### 高等教育機関
- ノバ・サウスイースタン大学
- フロリダ・アトランティック大学デイビー校
- フロリダ大学デイビー校
- ブロワード・カレッジ中央キャンパス
- マクファッター工科カレッジ
- ITT 工業大学
- ユニラテラル国際カレッジ
- トリニティ国際大学フロリダ校

### 公立小学校
- デイビー小学校
- フラミンゴ小学校
- フォックストレイル小学校
- ホークスブラフ小学校（1989年開校）
- ノバ・ブランシェ・フォアマン小学校
- ノバ・ドワイト・D・アイゼンハワー小学校
- シルバーリッジ小学校

### 公立チャータースクール
- チャンピオンシップ・アカデミー・オブ・ディスティンクション・デイビー校[11]

### 公立中学校
- インディアンリッジ中学校
- ノバ中学校
- シルバートレイル中学校

### 公立高校
- マクファッター工業高校
- ノバ高校
- ウェスタン高校

### 私立学校
- セントデイビッド・カトリック小中学校
- セントボナベンチャー学校（カトリック小中学校）
- ザ・マスターズ・アカデミー
- ノバ・サウスイースタン大学ユニバーシティスクール
- ケントウッド準備学校[12]、注意欠陥・多動性障害や同様な学習上の問題がある児童に対応する学校
- サミット・クエスタ・モンテッソリ学校
- アップルツリー・モンテッソリ学校
- コンサーバトリー・プレップ・シニア高校 - 総合的芸術学校、8年生から12年生
- パークウェイ・クリスチャン学校（クリスチャン小中学校）
- サンセット・サドベリー学校[13]
- デイビッド・ポスナック・ジューイッシュ・デイスクール

## メディア
デイビーはマイアミ・フォートローダーデール・ハリウッド・メディア市場に属しており、この市場は全米第12位のラジオ市場である。またテレビ市場では全米第17位である。
地域の日刊紙は「南フロリダ・サン・センティネル」と「ザ・マイアミ・ヘラルド」があり、そのスペイン語版がそれぞれ「エル・センティネル」と「エル・ヌエボ・ヘラルド」である。
「デイビー・ダイジェスト」は地元の無料コミュニティ紙であり、対話型ウェブサイトはニュースを投稿したり、購読したりすることもできる。

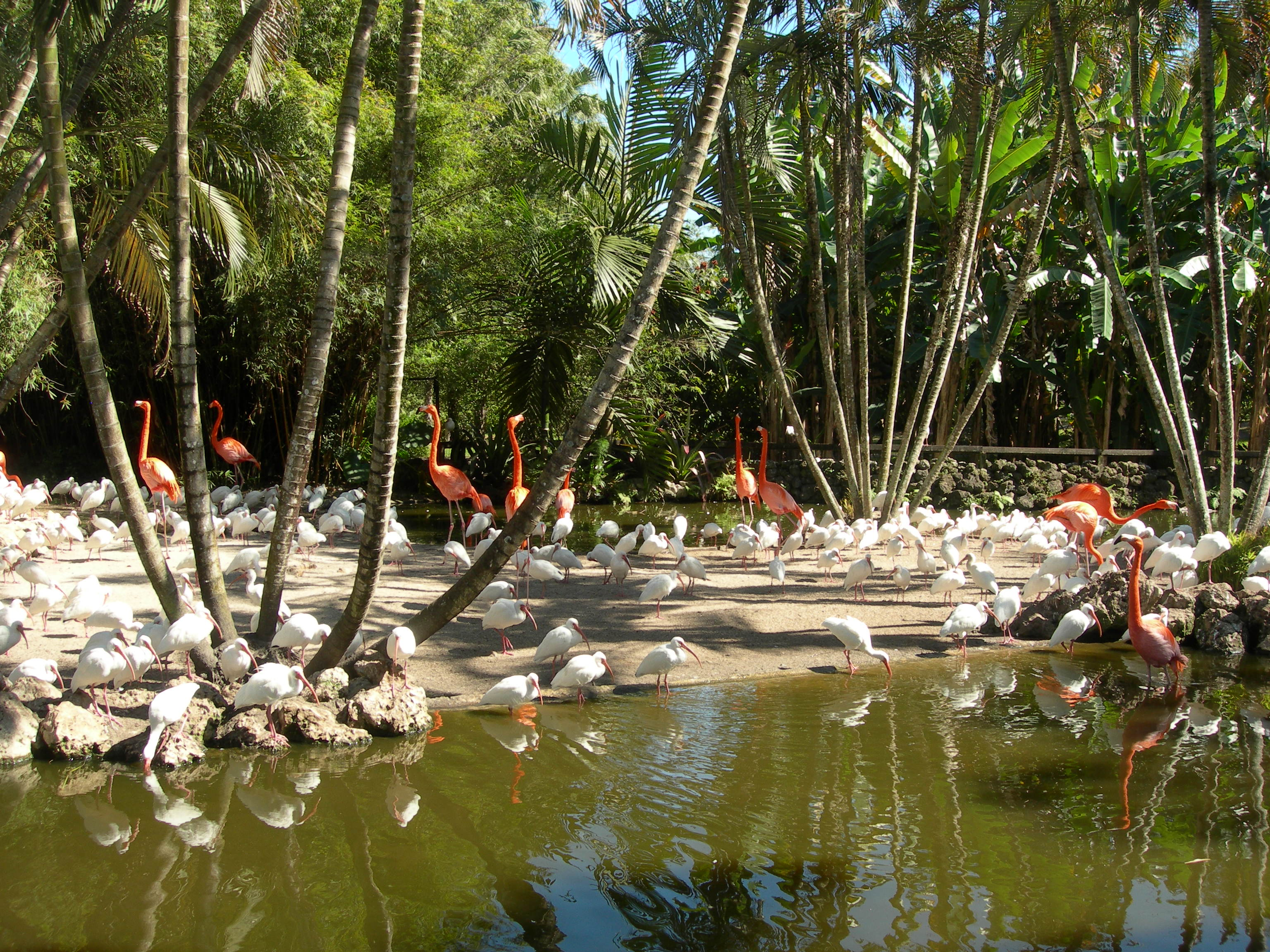
フラミンゴ庭園

## 見どころ
- バージェロン・ロデオ場
- デイビー学校
- フラミンゴ庭園
- マイアミ・ドルフィンズ練習施設
- ヤング・アット・アート博物館

## 著名な出身者
- ジェリー・ベイリー、騎手、アメリカ競馬名誉の殿堂博物館入り
- ニック・カステヤノス、メジャーリーグベースボール選手、デトロイト・タイガース
- アロルディス・チャップマン、メジャーリーグベースボール選手、ニューヨーク・ヤンキース
- M.C.ハマー、ラッパー
- ロッキー・ジョンソン、プロレスラー、息子もレスラーのドウェイン・ジョンソン
- シモーネ・ジョンソン、女子プロレスラー、ドウェイン・ジョンソンの娘
- オースティン・マホーン、歌手
- チャド・ジョンソン、NFLアメリカンフットボール選手、シンシナティ・ベンガルズ、ニューイングランド・ペイトリオッツ、マイアミ・ドルフィンズ
- リック・ロス、ラッパー